# Punto caldo di Balleny

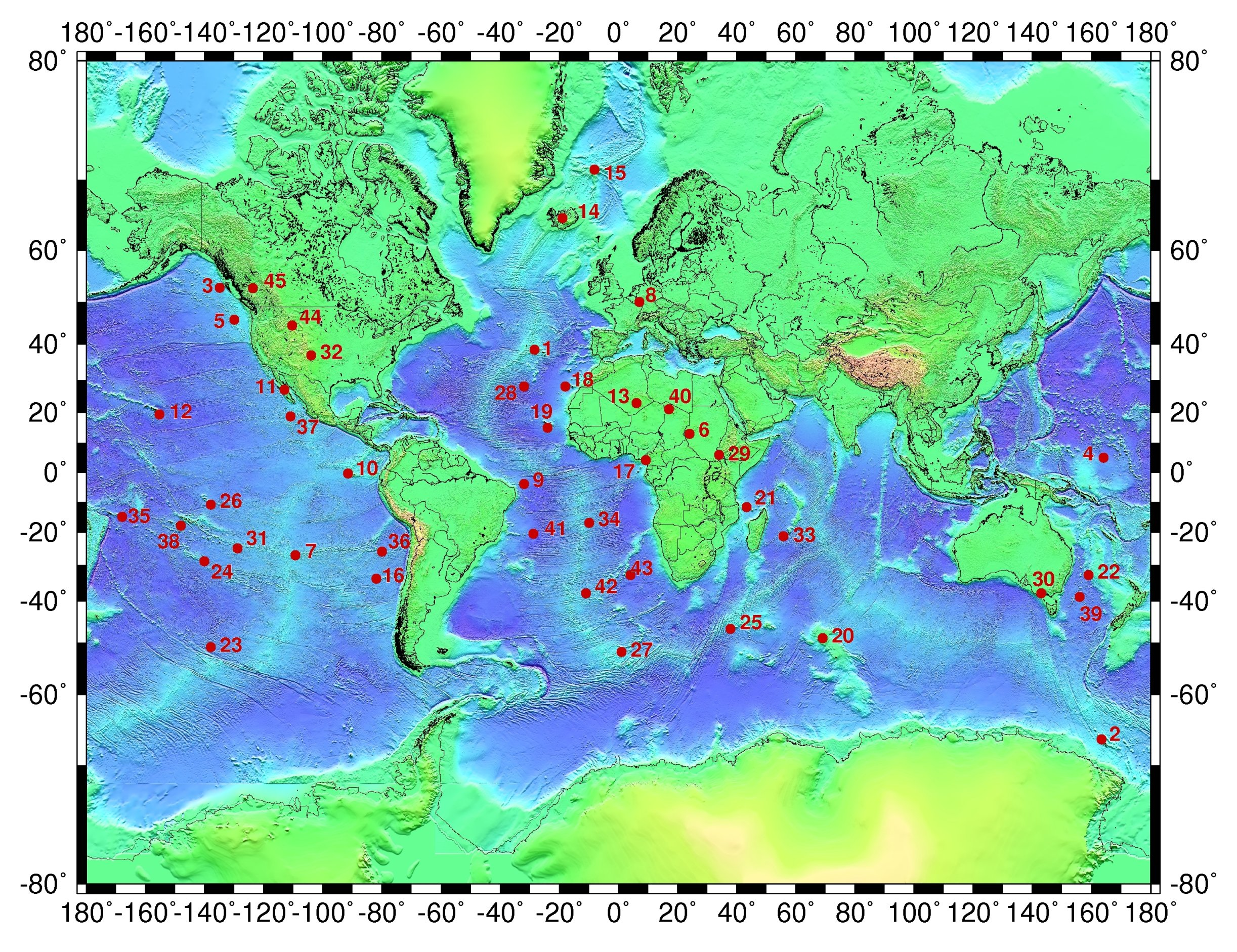
Il punto caldo di Balleny è situato in basso all'estrema destra della mappa, identificato con il numero 2.

Il punto caldo di Balleny è un punto caldo vulcanico situato nell'Oceano antartico.
Il punto caldo ha dato luogo alla formazione delle Isole Balleny, che formano una catena che si estende per circa 160 km in direzione nordovest-sudest.
Il punto caldo si trovava nel passato in una posizione diversa da quella attuale. Il passaggio della placca australiana e della placca antartica al di sopra del punto caldo di Belleny ha dato luogo alla formazione di una catena di montagne sottomarine che si estendono a partire dal plateau oceanico della Tasmania orientale. Gli isotopi e gli elementi traccia presenti nelle rocce vulcaniche indicano la provenienza da una sorgente ricca in U/Pb del mantello terrestre. La stessa tipologia è presente nel basalto vulcanico della Tasmania risalente al Cenozoico, ma non nel campo di lava mafica dello stato federato di Victoria, in Australia, localizzato lontano dalla traccia del passaggio del punto caldo.